# OK-Fonden
OK-Fonden er en non-profit-organisation, der først og fremmest beskæftiger sig med plejehjemsdrift. 

## Historie
OK-Fonden blev stiftet i 1969 af Arne Ginge med det formål at støtte oprettelsen og videreførelsen af OK-Klubber i Danmark. I dag drives OK-Klubberne uafhængigt af OK-Fonden, dog med nære bånd.
Protektor for OK-Fonden er Hendes Kgl. Højhed Prinsesse Benedikte.

## Aktiviteter
OK-Fonden driver i 2019 Hospice Søndergård i Måløv, fire psykiatriske bosteder og 16 plejehjem landet over. Blandt de kendte plejehjem er Plejehjemmet Lotte på Frederiksberg, der i år 2007 blev nomineret blandt de 5 bedste plejehjem.OK-Fonden var desuden initiativtager og bygherre på demensbydelen ”Byen for livet” i Odense. Dette projekt blev senere droppet på grund af dårlig økonomi.
OK-Fonden administrerer 1.300 boliger, blandt andet 480 boliger fordelt på 29 seniorbofællesskaber. Fonden beskæftigede i 2019 godt 2.000 medarbejdere.

## Ekstern henvisning
- OK-Fondens hjemmeside